# Krebssee (Königs Wusterhausen)
Der Krebssee im östlichen Bereich von Königs Wusterhausen im Landkreis Dahme-Spreewald in Brandenburg ist rund 7 Meter tief, rund 390 Meter lang und rund 220 Meter breit. Der See liegt östlich der Bahnstrecke Berlin–Görlitz, südlich der Storkower Straße und westlich des Tiergartens. Er ist von vielen Wasserpflanzen umgeben und der Verlandung nahe. Der Krebssee gehört zum 1995 gebildeten Naturschutzgebiet Tiergarten.